# Mike Fuentes
Michael Christopher Fuentes (San Diego, 14 dicembre 1984) è un batterista statunitense.
È stato il batterista del gruppo musicale post-hardcore Pierce the Veil fino al 2017, nel quale suonava con il fratello Vic. È anche il batterista e percussionista del supergruppo post-hardcore Isles & Glaciers e frontman del progetto hip hop MikeyWhiskeyHands, dove canta sopra le basi dei Pierce the Veil, suonate proprio dal loro bassista Jaime Preciado.
Fuentes firma nel marzo del 2012 con la Velocity Records.

## Discografia

### Before Today
A Celebration of an Ending (2004)

### Pierce the Veil
- A Flair for the Dramatic (2007)
- Selfish Machines (2010)
- Collide with the Sky(2012)

### Isles & Glaciers
- The Hearts of Lonely People EP - (2010)

### MikeyWhiskeyHands!
Brani pubblicati indipendentemente
- Money Matrz, Bitches Don't
- Straight Golden feat. The Saintz
- Tonight (Living the Life)
- Party with the Band
- This Ain't a Game (feat. Dr. Craig)
- $ex, Drugz and WhiskeyHands (feat. Dr. Craig & The Architechhh)

Con la Velocity Records
- Get Your Mind Right (2012)